# Elbert van Strien
 (janvier 2019).
Si vous disposez d'ouvrages ou d'articles de référence ou si vous connaissez des sites web de qualité traitant du thème abordé ici, merci de compléter l'article en donnant les références utiles à sa vérifiabilité et en les liant à la section « Notes et références ».
Elbert van Strien, né le 21 septembre 1964 à Rotterdam,, est un réalisateur, producteur et scénariste néerlandais.

## Filmographie
- 1993 : De marionettenwereld[3]
- 2004 : Het Verborgen Gezicht[4]
- 2005 : Still World
- 2010 : Two Eyes Staring[5]
- 2012 : Uncle Hank (nl)[6]